# Chipman, Alberta
Chipman är en ort i Kanada.   Den ligger i provinsen Alberta, i den centrala delen av landet, 2 800 km väster om huvudstaden Ottawa. Chipman ligger 668 meter över havet och antalet invånare är 284.
Terrängen runt Chipman är platt. Trakten runt Chipman är nära nog obefolkad, med mindre än två invånare per kvadratkilometer.. Närmaste större samhälle är Lamont, 13,2 km nordväst om Chipman. 
Trakten runt Chipman består till största delen av jordbruksmark.